# Afternoon Navi SPICY SUITE ROOM
「Afternoon Navi SPICY SUITE ROOM」（アフタヌーン・ナビ スパイシー・スイートルーム）は、東京都狛江市のコミュニティFM・狛江ラジオ放送（コマラジ）で、毎週水曜12時〜13時55分に放送中のラジオ番組。通称・スースイ。番組は、狛江エリアFM 85.7MHzもしくは、リスラジのアプリ・サイトで聴取可能。

## 概要
2020年7月スタート。メインパーソナリティ・すごいエリザベスと、週替わりのパートナー（第4週はゲスト制、第5週はすごいエリザベス一人で担当することも）が、自分の趣味や得意なジャンルのトピックを紹介している。番組サブタイトルの「SPICY SUITE ROOM」は、パーソナリティのすごいエリザベスが、スパイスを使ったカレーが好きであることと、GLAYのライブタイトル「HOTEL GLAY THE SUITE ROOM」に由来する。出演者の個性が「ひとつにつながる」という意味もある。

## 出演者
- メインパーソナリティ：すごいエリザベス（放送作家）
- 第1週パートナー：廣瀬みちる（ジャズピアニスト）
- 第2週パートナー：小林由未子（整理収納アドバイザー）
- 第3週パートナー：新田そら（シンガーソングライター・solaboccuri）

## タイムテーブル
- 12:00 オープニング
- 12:09 狛江情報（狛江市内の情報や、調布警察署からのお知らせを紹介）
- 12:16 すごい推してます

担当：すごいエリザベス  ※日々ネタ探しをする中で、自分が気になっていること、ぜひおすすめしたいものを紹介するコーナー。
- 12:30 防災インフォメーション
- 12:35 天気予報
- 12:42 THE GLAYTEST SONGS

担当：すごいエリザベス 　※毎週1曲、GLAYの曲を小ネタとともに勝手に紹介し続けるコーナー。
- 13:00 13時台オープニング
- 13:08 週替わりパートナーコーナー①
  - 第1週：「みちるのMy favorite songs①」担当：廣瀬みちる
  - 第2週：「かたづけかたのおかたづけ」担当：小林由未子
  - 第3週：「ここに来たなら食べてけろ！」担当：新田そら
- 13:19 週替わりパートナーコーナー②
  - 第1週：「みちるのMy favorite songs②」担当：廣瀬みちる
  - 第2週：「お酒がおいしく飲める話 」担当：小林由未子
  - 第3週：「車に乗ってどこまでも」担当：新田そら
- 13:30 狛江商店タイムズ
- 13:35 天気予報
- 13:38 音の風物詩
- 13:42 思い出セレクション  ※テレビ番組、おもちゃ、食べ物などなど、ありとあらゆる「懐かしい！」ものを紹介するコーナー。
- 13:52 エンディング

## 関連リンク
- #スースイ Afternoon Navi SPICY SUITE ROOM (@afnavi_wed) - X（旧Twitter）
- こばやしゆみこ。おへやじかん。 (@chigayado_room) - Instagram
- 廣瀬みちる OFFICIAL HOMEPAGE
- solaboccuri web site

| スタブアイコン | サブスタブ | この項目は、まだ閲覧者の調べものの参照としては役立たない、ラジオ番組に関連した書きかけの項目です。この項目を加筆・訂正などしてくださる協力者を求めています（P:ラジオ/PJ:放送番組）。 |